# Kečkovce
Kečkovce jsou obec na Slovensku v okrese Svidník asi 8 km od okresního města. Území obce leží na hranici s Polskem, v severní části Nízkých Beskyd. Žije zde 254 obyvatel. Katastrální území obce má rozlohu 12,8 ha.

## Vývoj názvu obce
- 1572 ako Mysztonka alias Keczko
- 1582 Misztonka alias Kecske
- 1588 Keczkouicze alias Miztoka
- 1600 Kechkowecz
- 1618 Keczkocz
- 1683 Kcsukhócz
- 1685 Keczkócz
- 1773 Kecskocz, Keczkowcze
- 1786 Kecschkócz, Kecschkowce
- 1808 Kecskócz, Keczkowce, Kečkowce
- 1863 – 1902 Kecskóc
- 1907 – 1913 Kecskőc
- 1920 Kečkovce

## Historie
První písemná zmínka pochází z roku 1572. 
V roce 1787 bylo v obci 56 domů a 341 obyvatel, v roce 1828 bylo 63 domů a 491 obyvatel.
V době obou světových válek se na území obce uskutečnily těžké vojenské boje. V první světové válce mezi pěchotou a jízdou (kavalerií) rakousko-uherské armády a na druhé straně carskou 8. ruskou armádou pod vedením generála Brusilova. V  roce 1944 v době Karpatsko-dukelské operace byla obec 3 měsíce ve frontovém pásmu a utrpěla značné materiální škody. 
V roce 2011 v obci trvalý pobyt mělo 224 obyvatel, z nichž se hlásilo k slovenské národnosti 67,9%, k rusínské 23,2% a k ukrajinské 1,8%.

## Pamětihodnosti
- Řeckokatolický kostel sv. Michala archanděla, jednolodní historizující stavba  z roku 1911 s polygonálním ukončením presbytáře a věží tvořící součást její hmoty. V interiéru se nachází zařízení s ikonostasem z doby vzniku chrámu (s prvky secese). Fasády jsou členěny opěrnými pilíři, lizénami a půlkruhově ukončenými okny. Věž je ukončena barokní helmicí.[2]
- V Kečkovcích je vojenský hřbitov z první světové války s 11 masovými hroby, ve kterých je pohřbeno 59 vojáků 8. ruské carské armády.